# Parcul din Bănila pe Siret
Parcul din Bănila pe Siret (în ucraineană Банилівський парк, transliterat: Banilivskii park) este un parc și monument al naturii de tip peisagistic de importanță locală din raionul Storojineț, regiunea Cernăuți (Ucraina), situat în satul Bănila pe Siret. Este administrat de spitalul din localitate.
Suprafața ariei protejate constituie 2,5 hectare, fiind creată în anul 1979 prin decizia comitetului executiv regional. Statutul a fost acordat pentru conservarea parcului, fondat la sfârșitul secolului al XIX-lea de familia nobilă Gross. Flora este reprezentată de specii ca molid argintiu, pin strob, tuia obișnuită, nuc, lămâiță, salcâm, hurmuz alb etc.